# Storbritanniens Grand Prix 1952
Storbritanniens Grand Prix 1952 var det femte av åtta lopp ingående i formel 1-VM 1952.  

## Resultat
1. Alberto Ascari, Ferrari, 8+1 poäng
2. Piero Taruffi, Ferrari, 6
3. Mike Hawthorn, Leslie Hawthorn (Cooper-Bristol), 4
4. Dennis Poore, Connaught-Francis, 3
5. Eric Thompson, Connaught-Francis, 2
6. Nino Farina, Ferrari
7. Reg Parnell, Archie Bryde (Cooper-Bristol)
8. Roy Salvadori, G Caprara (Ferrari)
9. Ken Downing, Connaught-Francis
10. Peter Whitehead, Peter Whitehead (Ferrari)
11. Prince Bira, Gordini
12. Graham Whitehead, Peter Whitehead (Alta)
13. Rudi Fischer, Ecurie Espadon (Ferrari)
14. Johnny Claes, Ecurie Belge (Simca-Gordini-Gordini)
15. Lance Macklin, HWM-Alta
16. Kenneth McAlpine, Connaught-Francis
17. Harry Schell, Enrico Platé (Maserati-Platé)
18. Gino Bianco, Escuderia Bandeirantes (Maserati)
19. Emmanuel de Graffenried, Enrico Platé (Maserati-Platé)
20. Eric Brandon, Ecurie Richmond (Cooper-Bristol)
21. Tony Crook, Tony Crook (Frazer-Nash-BMW)[1]
22. Alan Brown, Ecurie Richmond (Cooper-Bristol)

### Förare som bröt loppet
- Peter Collins, HWM-Alta (varv 73, tändning)
- Duncan Hamilton, HWM-Alta (44, motor)
- Stirling Moss, ERA-Bristol (36, motor)
- Maurice Trintignant, Gordini (21, växellåda)
- Tony Gaze, Tony Gaze (HWM-Alta) (19, motor)
- David Murray, Ecurie Ecosse (Cooper-Bristol) (14, motor)
- Robert Manzon, Gordini (9, koppling)
- Peter Hirt, Ecurie Espadon (Ferrari) (3, bromsar)
- Eitel Cantoni, Escuderia Bandeirantes (Maserati) (0, bromsar)

### Förare som ej startade
- Bill Aston, Aston-Butterworth (drog sig tillbaka)